# هورینگلند
هورینگلند (به انگلیسی: Haveringland) یک روستا و محله مدنی در بریتانیا است که در Broadland واقع شده‌است. هورینگلند ۸٫۹۱ کیلومتر مربع مساحت و ۱۸۷ نفر جمعیت دارد.